# Tyrone Hill
Pour les articles homonymes, voir Hill.
Tyrone Hill, né le 19 mars 1968 à Cincinnati dans l'Ohio, est un ancien joueur américain de basket-ball de NBA devenu entraîneur.

## Biographie
Hill passa quatre saisons en NCAA à l'université Xavier, réussissant 20,2 points et 12,6 rebonds par match, et 58,1 % de réussite aux tirs. Les Warriors de Golden State le sélectionnent au 11e rang de la draft 1990.
Après trois ans à Golden State, Hill est transféré aux Cavaliers de Cleveland lors de l'intersaison 1993. Sous les ordres de l'entraîneur Mike Fratello, Hill obtient une sélection au All-Star Game 1995. Hill est envoyé aux Bucks de Milwaukee en 1997 dans un transfert impliquant Terrell Brandon et Shawn Kemp et passa le reste de sa carrière aux 76ers de Philadelphie, aux Cavaliers de Cleveland et au Heat de Miami.
À Philadelphie, Hill fut titulaire dans la raquette aux côtés de Theo Ratliff, puis de Dikembe Mutombo participant aux Finales NBA, s'inclinant face aux Lakers de Los Angeles.
Il est un temps entraîneur assistant aux Hawks d'Atlanta.